# Ghetto Phénomène
Ghetto phénomène est un groupe de rap français formé au début des années 2000 par Friz, Veazy et Bil-K et anciennement de Houari et Jul.

## Histoire
Au début des années 2000, le groupe est composé de cinq membres, Houari, Friz, Veazy, Bil-K et Jul.
Les cinq membres sont amis durant leur enfance, ils fréquentent le même collège, .
En 2006, le groupe réalise ses premiers concerts.

### Succès
En 2016, le groupe sort les singles En chaleur et Maria, et comptabilisent à ce moment 70 000 000 vues sur YouTube.

### Anciens membres
Anciennement, le groupe était composé de 5 membres, Jul encore sous le pseudonyme « Juliano » quittera le groupe pour sa carrière solo.
Cependant Jul sera souvent présent avec le groupe et réalisera tout de même des productions ainsi que des featurings avec le groupe.
En 2016, Houari se lance en solo et semble ne plus faire partie de Ghetto Phénomène.

### Création de leur label
Le groupe crée son propre label Only Music.

## Discographie

### Collaborations
- 2016 : Jul et Ghetto Phénomène - On est trop  Platine[9]
- 2016 : Jul, Ghetto Phénomène et Axèle - Ah c'est comme ça !
- 2016 : Ghetto Phénomène - On termine où? (sur la bande originale de Pattaya)
- 2017 : The S, Ghetto Phénomène - Barrio
- 2023 : Jala Brat, Ghetto Phénomène - Dans la tess
- 2023 : Bilwaï, Ghetto Phénomène - Sunshine
- 2023 : JMK$, Ghetto Phénomène, Nia, Nic, Hiitch, Jierka, Sey, HKM2FV - Sur la lune
- 2024 : Bendo, Ghetto Phénomène, La Crapule, Dika, Sysa, credo357, Dibson - Dans le 13
- 2024 : Bendo, Ghetto Phénomène, M Huncho - Sous CR
- 2024 : Graya, Ghetto Phénomène et So La Zone - En bas

### Classements

#### Singles
| Année | Titre                                                              | Meilleure position | Meilleure position | Meilleure position | Meilleure position | Certifications | Album        |
| Année | Titre                                                              | France             | Suisse             | Allemagne          | Autriche           | Certifications | Album        |
| ----- | ------------------------------------------------------------------ | ------------------ | ------------------ | ------------------ | ------------------ | -------------- | ------------ |
| 2016  | On est trop (Jul feat. Ghetto Phénomène)                           | 80                 | —                  | —                  | —                  | Platine        | Émotions     |
| 2016  | Maria Maria (feat. Jul)                                            | 38                 | —                  | —                  | —                  | Platine        | La Vida Loca |
| 2016  | En chaleur (feat. Jul)                                             | 75                 | —                  | —                  | —                  | —              | La Vida Loca |
| 2017  | Tout maintenant (Tenenew)                                          | 149                | —                  | —                  | —                  | —              | La Vida Loca |
| 2019  | Puta Madre (RAF Camora feat. Ghetto Phénomène)                     | —                  | 4                  | 5                  | 2                  | —              | ZENIT        |
| 2019  | Fratello (Ghetto Phénomène feat. RAF Camora)                       | —                  | 63                 | 96                 | 21                 | —              | Money Time   |
| 2020  | Fais tes comptes (Jul feat. Ghetto Phénomène, Kamikaz et Moubarak) | 66                 | —                  | —                  | —                  | —              | La Machine   |

#### Albums
| Année | Album                  | Meilleure position | Meilleure position | Certifications |
| Année | Album                  | France             | Belgique           | Certifications |
| ----- | ---------------------- | ------------------ | ------------------ | -------------- |
| 2017  | La Vida Loca           | 29                 | 134                | —              |
| 2017  | En catimini            | 95                 | —                  | —              |
| 2019  | Money Time             | 146                | —                  | —              |
| 2020  | C'est plus comme avant | 41                 | —                  | —              |